# Narbonne-Plage
Cet article concerne la station balnéaire de Narbonne-Plage. Pour la commune historique, voir Narbonne.
Narbonne-Plage est une station balnéaire située dans le sud de la France sur la commune de Narbonne, dans le département de l'Aude en région Occitanie. Elle fait partie de l'aire d'attraction de Narbonne.

## Situation

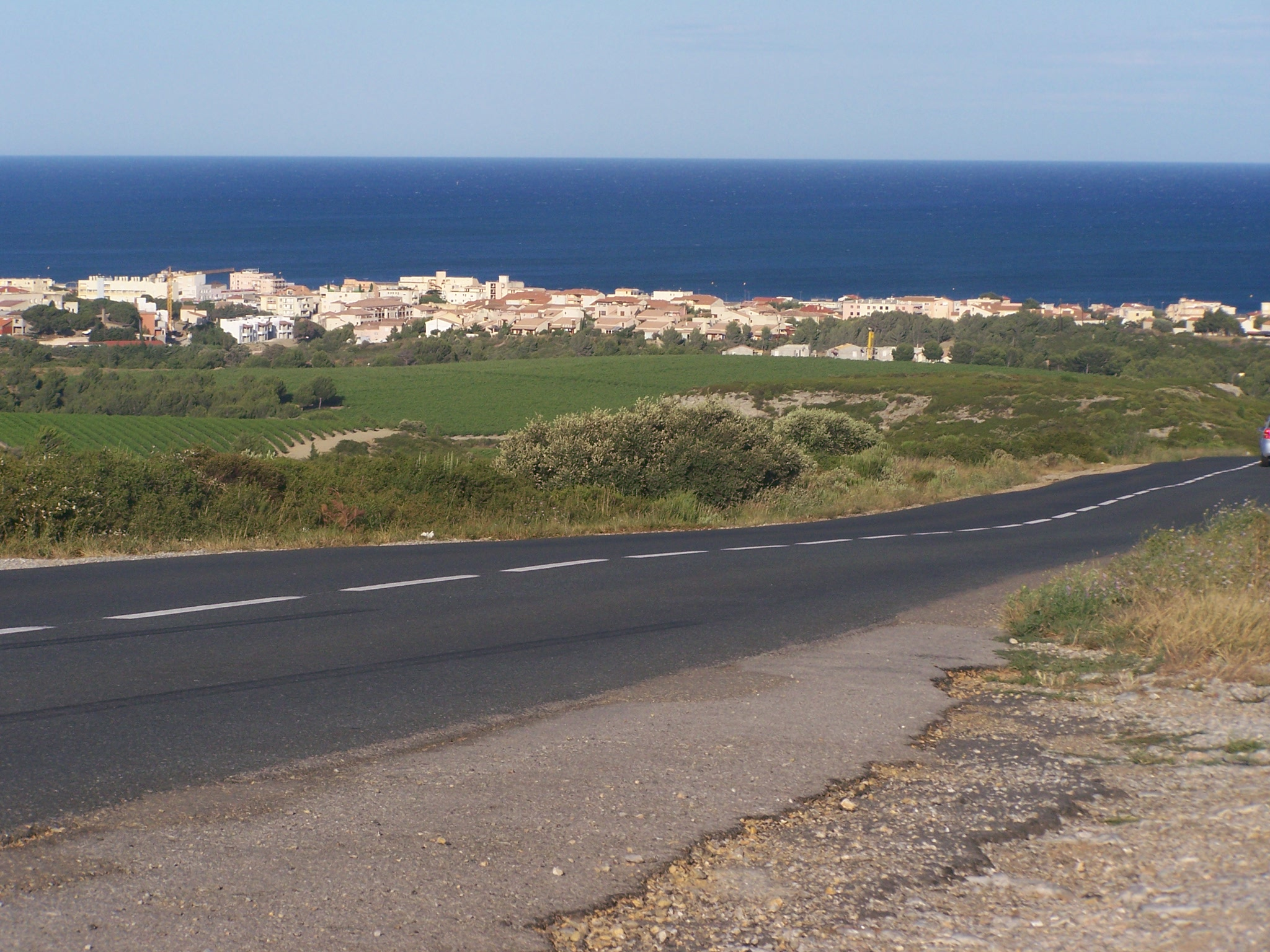
La station vue depuis le massif de la Clape en arrivant de Narbonne.

### Localisation
La station balnéaire de Narbonne-Plage est située dans le département de l'Aude, sur la côte méditerranéenne, à une quinzaine de kilomètres à l'est de la ville de Narbonne, dont elle fait partie. 
La commune est distante du centre de Gruissan d’une dizaine de km au sud-ouest, elle jouxte également la station balnéaire de Saint-Pierre-la-Mer située au nord-est (station rattachée à la commune de Fleury d'Aude) dont la limite est marquée par son port.
Narbonne-Plage se situe dans le pays Cathare sur le Parc naturel régional de la Narbonnaise en Méditerranée et ses plages ainsi que son environnement naturel proche sont donc protégés. 
En plein milieu du Golfe du Lion, la station s'étend et couvre actuellement près de 5 kilomètres de plage de sable fin et demeure dans une zone géographique encore fortement sauvage et préservée.

### Climat
Narbonne-Plage possède un climat méditerranéen, avec des saisons contrastées. Les étés sont chauds et très secs tandis que les automnes alternent entre orages et pluies diluviennes (épisodes méditerranéens) et les hivers doux et humides. La tramontane (vent de nord-ouest froid et sec), aussi appelé localement le Cers, est très présente.

### Accessibilité et transports
La station est séparée de Narbonne par le Massif de la Clape, un massif désertique qui la rend joignable au plus rapide par une seule et même route, la départementale 168 (photo ci-dessus).
En matière de desserte ferroviaire, la gare la plus proche est la gare de Narbonne, depuis laquelle des liaisons en car et bus (services inter-urbain - TAN navette gratuite pendant l'été) sont assurées. L’aéroport le plus proche est l’aéroport de Béziers-Cap d'Agde situé à 40 kilomètres.

## Histoire
À partir du début du XXe siècle, le tourisme balnéaire commence à se développer sur le littoral languedocien. Après des lieux comme La Franqui ou Port la Nouvelle commencent à surgir des installations sur l'emplacement de l'actuelle Narbonne-Plage.
La station balnéaire est véritablement créée sous l'égide de Louis Madaule, alors maire de Narbonne entre 1948 et 1956, et la direction de René Funel, responsable des services techniques de la ville. Son développement s'intensifie encore dans les années 60.

## La station

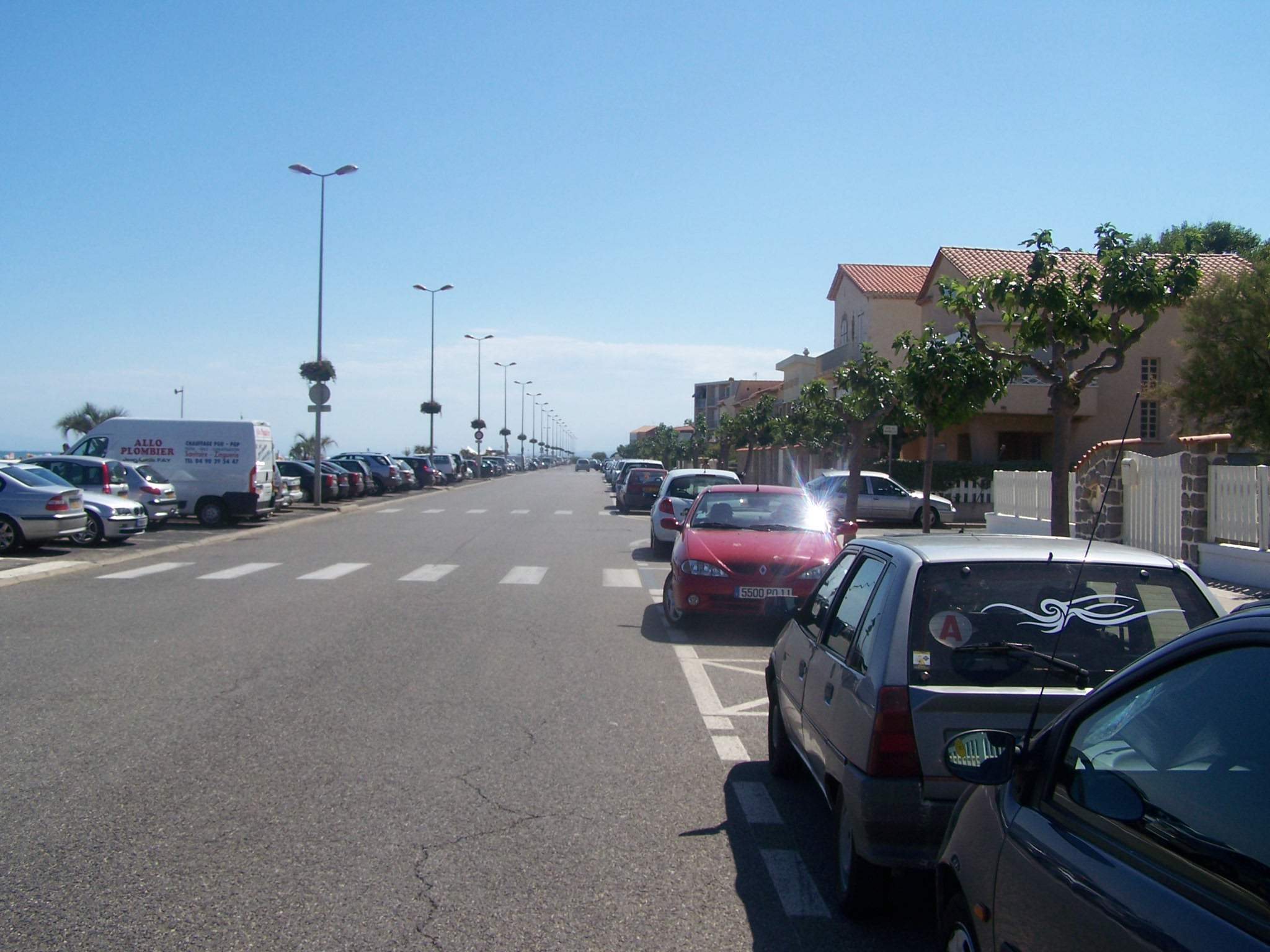
Le boulevard du front de mer.

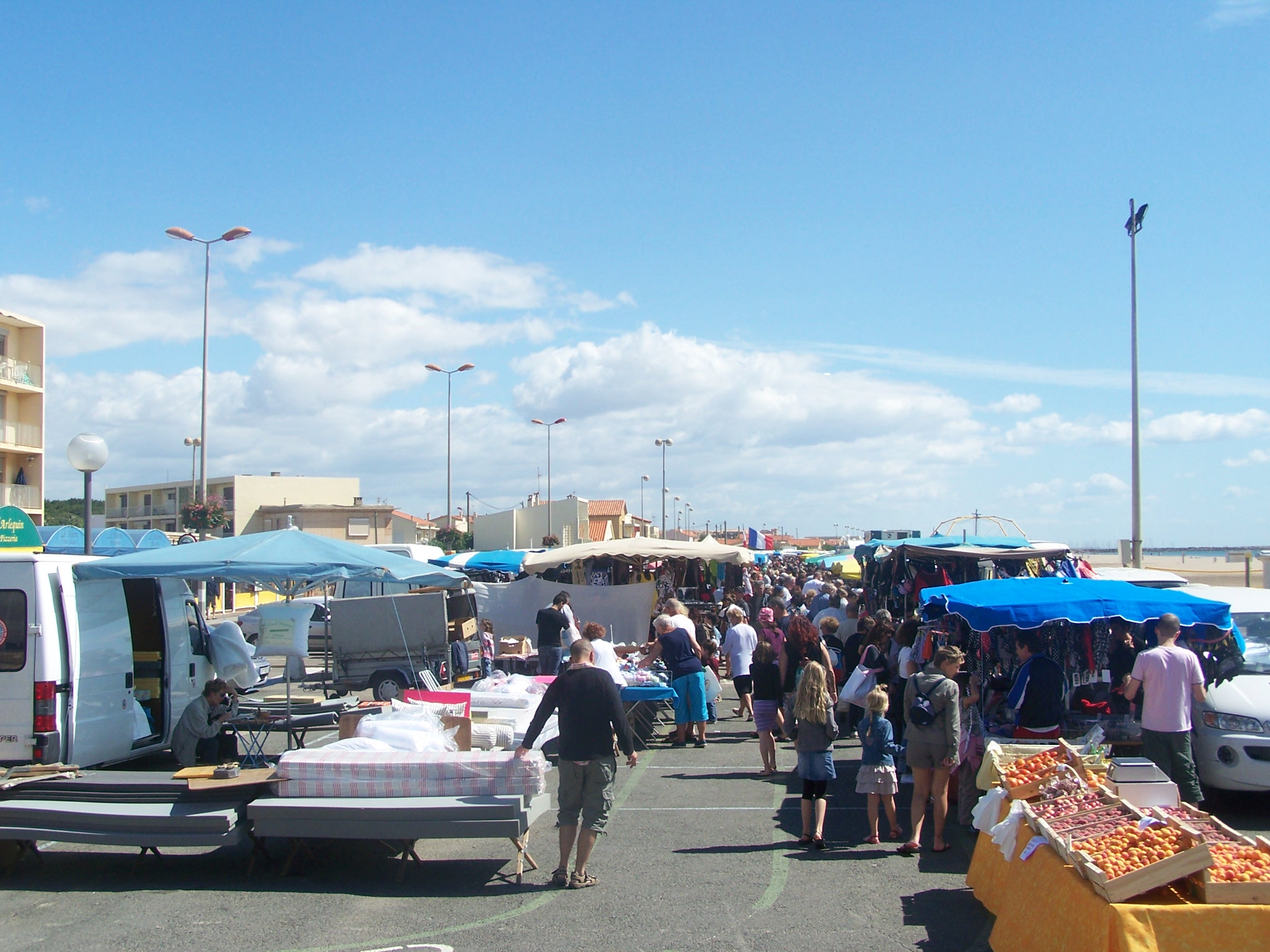
Le marché quotidien des producteurs locaux s'étendant sur tout le front de mer.

Aujourd'hui, la station de Narbonne-Plage s'étend sur près de 5 kilomètres en bordure de mer, et ne s'enfonce dans les terres que sur une longueur maximum d'1 kilomètre. Un axe routier et piétonnier majeur longe la plage (Boulevard du front de mer puis Avenue du port), ainsi qu'une piste cyclable.
La station se constitue en très grande majorité d'immeubles et d'appartements, donnés en location durant la saison estivale. Sa population de 1200 habitants résidents à l'année passe à près de 30 000 durant l'été.
En tout sont disponibles 232 chambres en hôtels 3 étoiles, 373 chambres en hôtels 2 étoiles, 820 chambres en hôtellerie non-classée et plus de 2000 emplacements en terrain de camping.

### Activités et animations
Durant l'été de nombreuses activités et animations sont organisées. Au niveau du port l'on peut retrouver une école de voile et un club de plongée, des activités et autres manifestations de plein air sont également organisées, par exemple le festival d'échecs, des concours de pêche en surf.
Divers équipements rendent également possible l'exercice de sports nautiques ou activités de détente : Base Navalia, le centre EVASPORT, des courts de tennis, une piscine, des terrains de pétanque etc.
Durant la période estivale (du 1er juillet au 31 août), chaque soir (sauf les dimanches) sont organisés sur le front de mer des spectacles et animations, parmi lesquelles danse, karaoké, concerts, bals et soirées cabaret.
Toujours durant l'été, Narbonne-Plage accueille enfin sur son front de mer divers marchés artisanaux ou gourmands au travers desquels les artisans du département font connaitre et vendent leurs produits locaux aux vacanciers.

### La plage
La plage à Narbonne-Plage s'étend sur 5 kilomètres de longueur pour une bonne centaine de mètres de largeur, soit une superficie suffisamment importante pour permettre divers jeux collectifs tels le volley. La plage est surveillée en période estivale durant la journée et son accès est gratuit. Elle dispose également de douches d'extérieur. Le label Pavillon bleu d'Europe lui est décerné depuis 1988.

### Le port

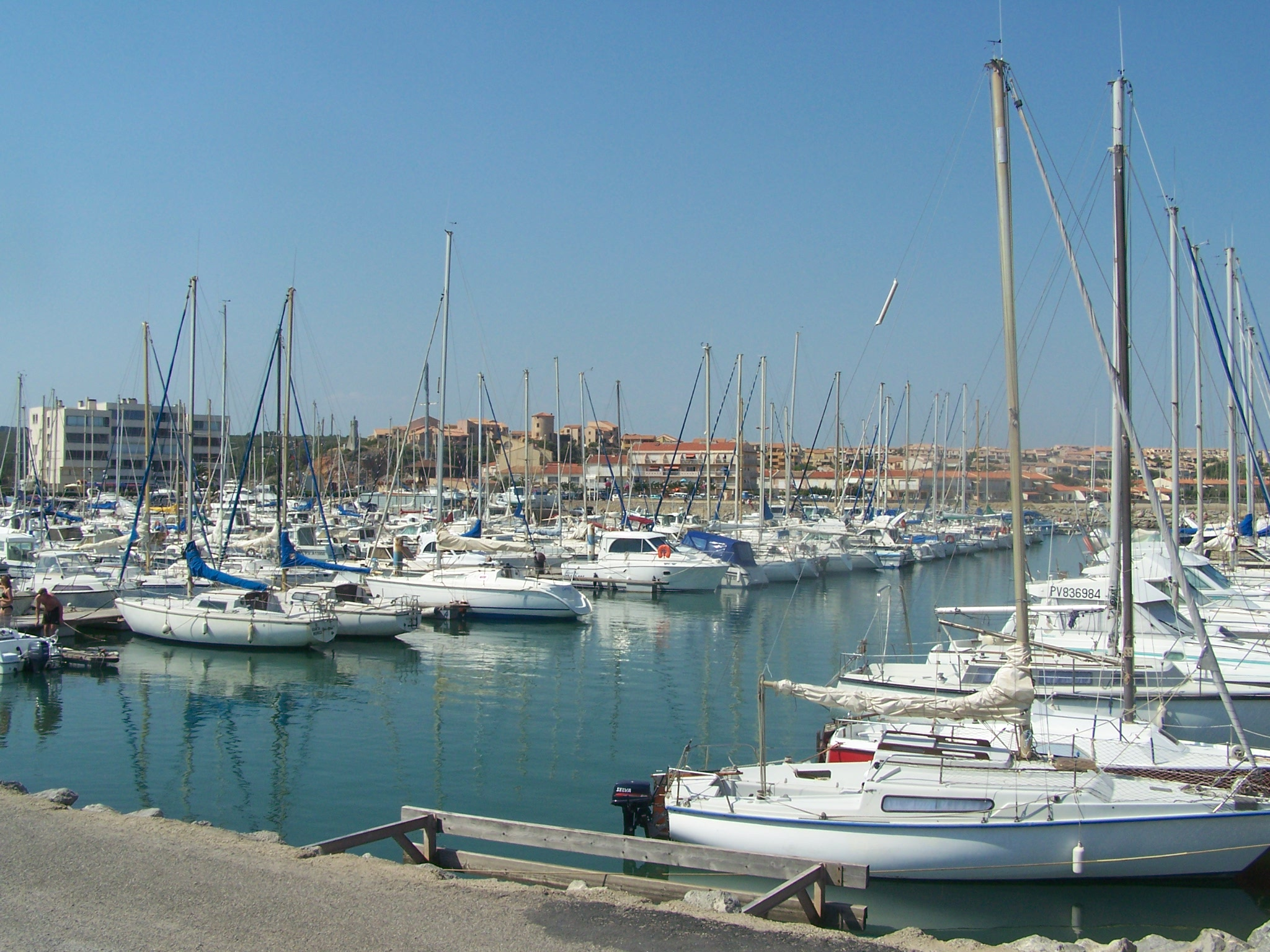
Port de plaisance avec la station de Saint-Pierre-la-Mer au loin.

Narbonne-Plage est connu également pour son grand port de plaisance marquant l'extrémité nord-est de la station avec Saint-Pierre-la-Mer. D'une capacité d'accueil de 600 unités, celui-ci a été réalisé entre 1981 et 1986, ayant par ailleurs obtenu le label « Ports propres » depuis 2001.